# Ruhengeri

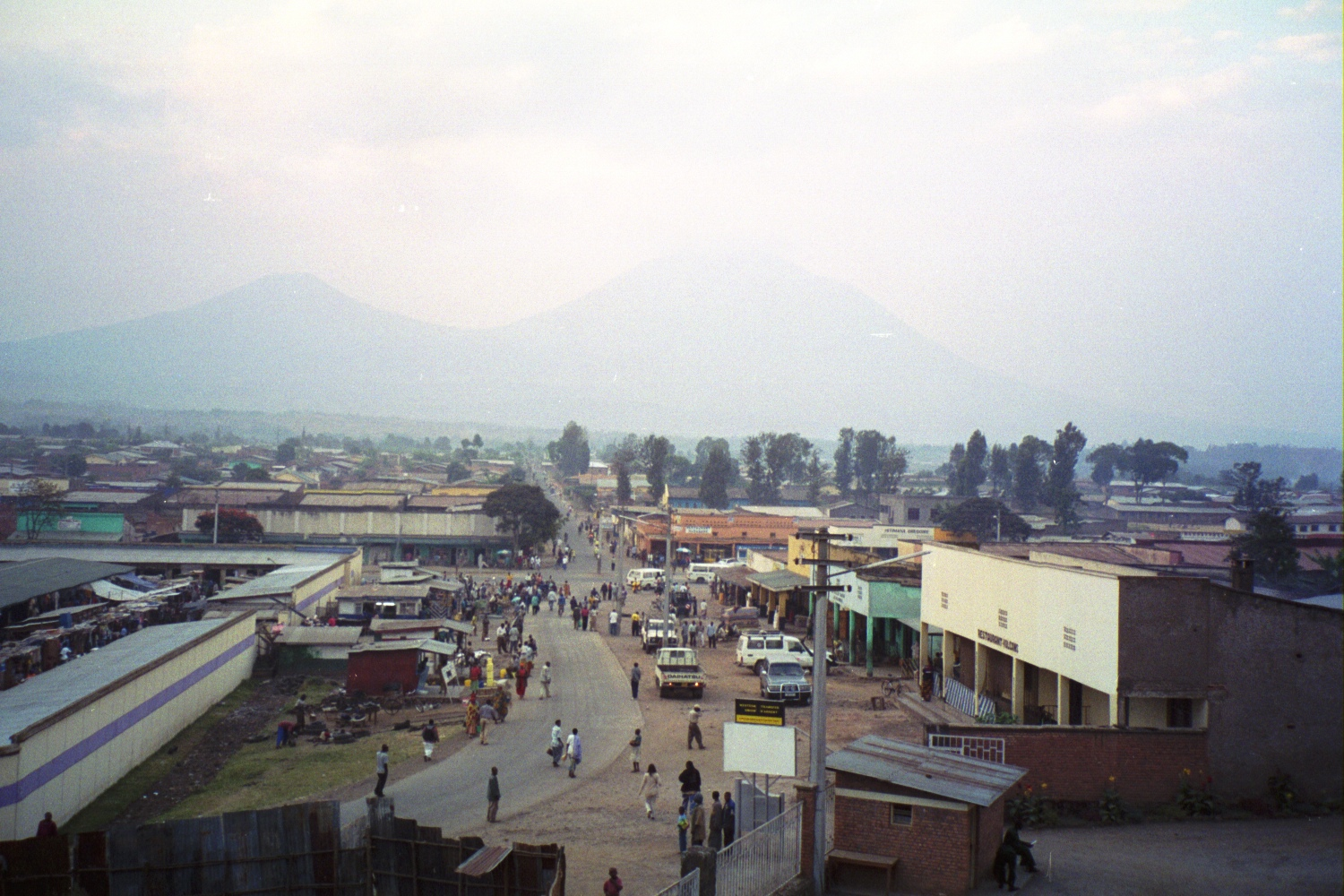
Widok na Ruhengeri

Ruhengeri – miasto w północno-zachodniej części Rwandy, w Prowincji Północnej, stolica dystryktu Musanze. 59 333 mieszkańców (2012). Trzecie pod względem liczby mieszkańców miasto kraju.